# سنت دیوید (مین)
سنت دیوید (به انگلیسی: Saint David) یک روستا در ایالات متحده آمریکا است که در مین واقع شده‌است. سنت دیوید ۱۵۹٫۱۱ متر بالاتر از سطح دریا واقع شده‌است.